# Nimiokoala greystanesi
Nimiokoala greystanesi es una especie extinta de marsupial, emparentada con el koala actual, que vivió entre diez y dieciséis millones de años atrás en Queensland durante el Mioceno medio. Probablemente, su dieta consistía en hojas, al igual que la especie moderna, pero no se sabe si su fuente principal de alimento era el eucalipto. Tenía un tercio del tamaño del koala moderno: medía entre veinticinco y treinta centímetros de largo y su boca sobresalía de su cráneo. Al presente, se ha encontrado parte de un cráneo junto con varias mandíbulas inferiores y dientes sueltos, lo que ha permitido reconstruir la dentición completa.